# إيليا أوباد
إيليا أوباد (بالإنجليزية: Elijah Obade)‏ مواليد 7 أكتوبر 1991 في شارلوروا، بنسيلفانيا، هو لاعب كرة سلة أمريكي. بدأ مسيرته الاحترافية في سنة 2013. يبلغ طوله 6 قدم 9 بوصة (2.1 م). لعب مع ويلينغتون ساينتس ونادي راستا فشتا لكرة السلة.

## روابط خارجية
- إيليا أوباد على موقع كرة السلة الأوروبية.كوم (الإنجليزية)
- إيليا أوباد على موقع ريلجم (الإنجليزية)
- إيليا أوباد على موقع بروبوليرز (الإنجليزية)